# سد سین‌هنگجیانگ
سد سین‌هنگجیانگ (به لاتین: Xinfengjiang Dam) یک سد و نیروگاه برقابی در چین است که در هیوان واقع شده‌است.